# کویاتکوو (شهرستان اوستروف ویلکوپولسکی)
کویاتکوو (به لهستانی:  Kwiatków) یک روستا در لهستان است که در گمینا اوستروف ویلکوپولسکی واقع شده‌است. کویاتکوو  ۵۰۰ نفر جمعیت دارد.